# Милиос, Яннис
Яннис Милиос (греч. Γιάννης Μηλιός, на английский манер (в международной печати) — Джон Милиос (англ. John Milios); р. 1952) — греческий обществовед и экономист-марксист, профессор Афинского политехнического университета. В период с 2012 по 2015 гг. был главным советником по экономике (в том числе в правительстве) СИРИЗА. Автор статей и книг по вопросам политэкономии и истории экономических учений, переведённых на различные языки.

## Биография
Родился в семье юриста и дантистки. Учился в Афинском колледже, где был одноклассником будущего премьер-министра Георгиоса Папандреу-младшего. Учился на инженера и получил степень в области машиностроения в Дармштадтском технологическом университете в Германии, одновременно участвуя в левых организациях греческой диаспоры в Европе. 
Вернувшись в Афины, он в 1981 году получил докторскую степень в Афинском политехническом университете в области сопротивления материалов. Затем он преподавал в этой же Афинской Политехнике, а также учился в докторантуре Оснабрюкского университета, где в 1988 году получил ещё одну докторскую степень.
Начав свою политическую деятельность в организации «Греческая коммунистическая молодёжь имени Ригаса Фереоса», он не прекращал её с 1970-х. Заинтересовавшись под влиянием марксизма в студенческие годы критикой политической экономии, он участвовал в редакции журнала «Агонас», а в 1982—1983 году основал ежеквартальник экономической теории «Тезис» (Θέσεις), который издаётся под его началом до сих пор.
Милиос активно участвовал в Коалиции радикальных левых (СИРИЗА), был членом её ЦК и членом Политбюро. В 2012—2015 годах был главой финансового отдела и главным экономическим советником СИРИЗА, однако ушёл в марте 2015 года из-за своего несогласия с политикой правительства Ципраса — после победы на выборах 25 января Милиос предложил свой план для перезапуска экономики Греции и других пострадавших от кризиса стран ЕС, предусматривавший скупку Евроцентробанком задолженностей стран еврозоны, однако Ципрас отказался от этих идей. Затем в июле 2015 года Милиос покинул и саму партию (на выборах 2019 года поддержал Коммунистическую партию Греции).

## Книги
- Karl Marx and the Classics. An Essay on Value, Crises and the Capitalist Mode of Production. 2002 (в соавторстве)
- Rethinking Imperialism. A Study of Capitalist Rule. 2009 (в соавторстве)
- A Political Economy of Contemporary Capitalism and its Crisis. Demystifying Finance. 2013 (в соавторстве)
- Ο «σοβιετικός μαρξισμός» και οι Έλληνες στοχαστές: Κορδάτος, Πουλιόπουλος, Μάξιμος, Λεκατσάς, Πουλαντζάς. 2017
- The Origins of Capitalism as a Social System. 2018